# Sant’Agata del Bianco
Sant’Agata del Bianco ist eine italienische Stadt in der Metropolitanstadt Reggio Calabria in Kalabrien mit 556 Einwohnern (Stand 31. Dezember 2023).

## Lage und Daten
Sant’Agata del Bianco liegt 84 km östlich von Reggio Calabria am Osthang des Aspromonte. Die Nachbargemeinden sind Africo, Bruzzano Zeffirio, Caraffa del Bianco, Casignana, Ferruzzano, Samo, San Luca.

## Sehenswürdigkeiten
Im Ort auf dem Hauptplatz steht eine Säule aus dem Jahre 1637. Die Pfarrkirche wurde bei einem Erdbeben zerstört, ist aber wiederhergestellt worden.

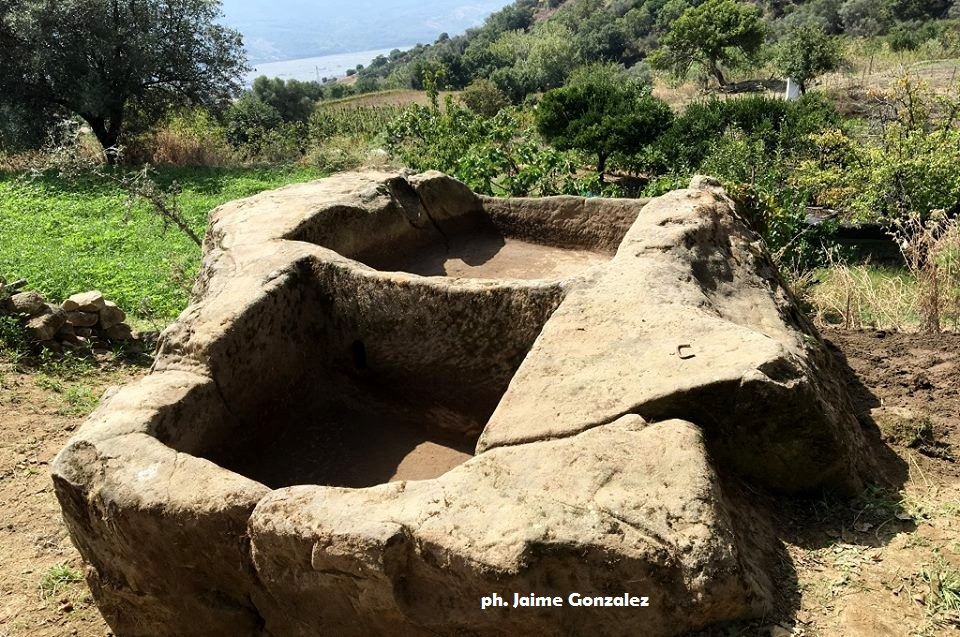
Der Felsmühlenstein